# Mollicutes
 (novembre 2022).
 (novembre 2022).
Si vous disposez d'ouvrages ou d'articles de référence ou si vous connaissez des sites web de qualité traitant du thème abordé ici, merci de compléter l'article en donnant les références utiles à sa vérifiabilité et en les liant à la section « Notes et références ».
Classe
Les Mollicutes sont une classe de bactéries du phylum des Mycoplasmatota. Son nom, tiré du latin mollis (mou) et cutis (peau) peut se traduire par « paroi molle ». Sur le plan morphologique, ces bactéries se distinguent en effet par leur petite taille (de l'ordre de 0,2 à 0,3 µm en général) et surtout par l'absence de paroi rigide. Leur membrane plasmique, néanmoins, est souvent partiellement rigidifiée par la présence de stérols. Leur génome est aussi remarquablement court, reflet d'un phénomène d'évolution réductive (en) en lien avec leur mode de vie habituellement parasite. Leur déplacement se fait le plus souvent par glissement, bien que le genre Spiroplasma soit doté d'une forme hélicoïdale qui permet à ces bactéries de se translater en tournant sur elles-mêmes à la manière des Spirochètes.
Certaines Mollicutes, en particulier des genres Mycoplasma et Ureaplasma, sont des agents pathogènes humains capables d'infecter les voies respiratoires ou urogénitales. Spiroplasma et les phytoplasmes sont des agents phytopathogènes associés à des insectes vecteurs ou à des acariens. D'autres peuvent causer des pododermatites chez certains animaux.

## Origines, évolution
Les mycoplasmes sont-ils des descendants d’une bactérie primitive qui aurait existé avant le développement du peptidoglycane ou ne seraient-ils que des formes dégénérées d’eubactéries qui auraient perdu leur paroi ?
L'hypothèse retenue actuellement d'après l'étude des séquences d'ARN ribosomique 16S est qu'au contraire les mycoplasmes sont des formes très évoluées et récentes, dérivées de bactéries à Gram positif à faible teneur en guanine + cytosine.
Les mycoplasmes auraient évolué à partir de ces ancêtres (certainement du genre Clostridium) par un processus comprenant des réductions successives de la taille du génome et une perte de la paroi. Clostridium innocuum et C. ramosum sont les espèces les plus proches phylogénétiquement.
Mycoplasma, en perdant de nombreux gènes qui lui sont devenus inutiles, est peut-être le plus petit organisme bactérien capable de se répliquer dans la nature. Mycoplasma genitalium, avec 580 000 paires de bases, a une taille de génome particulièrement petite. Les genres possédant les plus petits génomes sont considérées comme phylogénétiquement les plus "récentes" parmi les mollicutes.
Pour maintenir leur mode de vie parasitaire, les mollicutes ont développé des mécanismes sophistiqués de colonisation de leurs hôtes et de résistance au système immunitaire de leur hôte.

## Description et caractères bactériologiques
La classe des Mollicutes rassemble des organismes procaryotes dépourvus de paroi et incapables de synthétiser le peptidoglycane.
Ce sont donc des micro-organismes polymorphes (sphérique ou piriforme au filament hélicoïdal, ou ramifié). Ils sont généralement immobiles, mais certaines espèces peuvent se déplacer par « glissement »,
Ce sont généralement des bactéries à coloration Gram négatif, anaérobie facultatif.
Parce qu'ils n'ont pas de paroi, les β-lactamines sont inefficaces. L’absence de paroi leur confère une sensibilité osmotique et ne leur permet pas de prendre la coloration de Gram.
Ce sont de très petits procaryotes (0,3 µm).
Ils sont dotés d’un très petit génome (compris entre 600 et 2 200 kpb selon les espèces) et d’un coefficient de Chargaff (pourcentage G+C) faible, compris entre 23 % et 39 %.

## Culture
Elle peut se faire sur milieu inerte mais certaines espèces se développent mieux sur cultures cellulaires. Sur milieux solides ils forment des colonies très typiques « en œuf sur le plat » avec une zone centrale opaque et une zone périphérique étendue.
La plupart des mycoplasmes ont des exigences nutritives très strictes, ils se développent sur des milieux complexes, riches, additionnés d’une forte concentration de sérum. Ils exigent le plus souvent du stérol ou des acides gras pour la croissance.
Les mycoplasma possèdent les enzymes nécessaires à la synthèse de leurs métabolites.
Ils peuvent dégrader une grande variété de sucres et d’acides aminés.
Leur métabolisme utilise des glucides ou de l’arginine pour le cas de Mycoplasma et de l’urée pour le cas d’Ureaplasma.

## Habitats
Les mollicutes sont des espèces parasites, commensales ou saprophytes des plantes, des insectes, des tiques, des animaux dont l'humain. Elles provoquent des maladies nommées « mycoplasmoses ».
L'habitat des Mycoplasma est représenté par la surface muqueuse du tractus respiratoire ou génital, les yeux, les glandes mammaires, les articulations des animaux dont l'être humain.
Les mycoplasmes contaminent souvent les cultures cellulaires de laboratoire et sont difficiles à détecter et à éliminer.

## Pathologies de mammifères (dont humains)
Certaines mollicutes sont pathogènes pour l'être humain
- Mycoplasma mycoides est l'agent responsable de la péripneumonie contagieuse bovine (PPCB).
- Mycoplasma hominis et Ureaplasma urealyticum surviennent le plus souvent dans un contexte de flore vaginale déséquilibrée[2]
- Mycoplasma pneumoniae provoque des infections respiratoires.
- Mycoplasma agalactiae est une des espèces responsables du syndrome de l'agalaxie contagieuse des petits ruminants (chèvre, mouton).
- Mycoplasma bovis est pathogène chez les bovins, responsable de bronchopneumonies, d'otites moyennes chez le veau et de mammites chez la vache.
- Mycoplasma genitalium est un parasite des voies génitales de l'homme et la femme. Il est exclusivement sexuellement transmissible et nécessite un traitement spécifique[2].

Facteur pathologique pour d'autres groupes (insectes, plantes) : diverses espèces sont associées à des parasitoses d'insectes ou de plantes, ou sont des commensales de ces espèces.
- Les espèces du genre Spiroplasma parasitent des végétaux (provoquent le jaunissement) et/ou sont pathogène de certains insectes ;
- Les espèces du genre Entomoplasma ont été isolées chez des plantes et des insectes ;
- Les espèces des genres Anaeroplasma et Asteroplasma sont isolées du rumen des bovins et des moutons ;
- Les membres du genre Acholeplasma sont isolés de l'intestin d'insectes.

## Liste d'ordres
Selon la LPSN (29 novembre 2022) :
- Acholeplasmatales Freundt et al. 1984
- Anaeroplasmatales Robinson & Freundt 1987
- Entomoplasmatales Tully et al. 1993
- Haloplasmatales Rainey et al. 2008
- Mycoplasmatales Freundt 1955
- Mycoplasmoidales Gupta et al. 2018